# Aplidium multiplicatum
Aplidium multiplicatum är en sjöpungsart som beskrevs av Sluiter 1909. Aplidium multiplicatum ingår i släktet Aplidium och familjen klumpsjöpungar. Inga underarter finns listade i Catalogue of Life.